# Šmiklavž (Gornji Grad)
Šmiklavž is een plaats in Slovenië en maakt deel uit van de gemeente Gornji Grad in de NUTS-3-regio Savinjska. 